# Hubert Barbier
Hubert Marie Pierre Dominique Barbier (* 4. August 1932 in La-Chaize-le-Vicomte, Département Vendée) ist ein französischer Geistlicher und emeritierter römisch-katholischer Erzbischof von Bourges.

## Leben
Hubert Barbier empfing am 18. September 1955 die Priesterweihe.
Papst Johannes Paul II. ernannte ihn am 6. Oktober 1980 zum Titularbischof von Noba und zum Weihbischof in Annecy. Der Bischof von Luçon, Charles Paty, spendet ihm am 13. Dezember desselben Jahres die Bischofsweihe; Mitkonsekratoren waren Jean-Baptiste Sauvage, Bischof von Annecy, und Jean-Charles Thomas, Bischof von Ajaccio.
Am 19. Mai 1984 wurde er zum Bischof von Annecy ernannt. Am 25. April 2000 berief ihn Johannes Paul II. zum Erzbischof von Bourges. Papst Benedikt XVI. nahm am 11. September 2007 sein aus Altersgründen vorgebrachtes Rücktrittsgesuch an.